# 關廟交流道
關廟交流道位於臺灣臺南市關廟區，用於連結國道三號與台86線，也是台86線目前的終點，指標分別為國道三號357k、台86線20k。
|  | 357 關廟 |      | 關廟      |           |
|  | 357 關廟 | 歸仁 |           |           |
|  | 20 關廟  |      | 新化 田寮 | 新化 田寮 |

## 簡述
關廟交流道位於臺南市關廟區北側，透過長2.1公里的連絡道可通往台19甲線、市道182號以及台86線（可來往臺南市區），主要服務範圍有關廟區、歸仁區以及龍崎區等地。此交流道屬喇叭型交流道，匝環道最小半徑60公尺，最大縱坡度5.3%。
由於關廟交流道每到假日時常因台19甲線平交路口塞車回堵。2021年9月立院質詢交通部報告，省道改善計畫，台86線主線跨越台19甲線，併同關廟系統交流道往東延伸。

## 外部連結
- 國道三號關廟交流道示意圖 （页面存档备份，存于）（交通部高速公路局）
- 台86線台19甲線平交路口、關廟交流道示意圖 （页面存档备份，存于）（交通部公路總局）